# Niels Petersen (gymnast)
|  | For andre personer med samme navn, se Niels Petersen. |
Niels Knudsen Petersen (født 12. juli 1885 i København, død 29. august 1961 i Søllerød) var en dansk gymnast, som deltog i de olympiske mellemlege 1906 samt de olympiske lege 1908 og 1912. 
Ved mellemlegene i 1906 i Athen var Niels Petersen en del af det 20 mandshold, der vandt sølvmedalje i holdgymnastik. Ved legene i 1908 var han med på det tilsvarende hold, der opnåede en fjerdeplads i samme disciplin, og fire år senere vandt han sammen med 19 andre danske deltagere bronzemedalje i holdgymnastik efter frit system, Desuden deltog han i 1912 i den individuelle samlede konkurrence, hvor han blev en delt nummer 34.
I holdkonkurrencen i 1906 deltog seks hold, og vinderne blev Norge med 19,00 point, mens Danmark på andenpladsen fik 18,00 point og et italiensk hold fra Pistoja/Firenze blev treer med 16,71 point. Ved konkurrencen i 1908 deltog otte hold, og Danmark måtte se sig besejret af Sverige, Norge og Finland. Ved OL i 1912 kæmpede fem hold, og her vandt Norge med 22,85 point foran Finland med 21,85 og Danmarks 21,25.